# Gaizka Bergara Picaza
Gaizka Bergara Picaza es un exfutbolista español formado en la cantera del Athletic Club que jugaba como defensa.

## Trayectoria
Natural de la localidad vizcaína de Orozco, se formó en las categorías inferiores del Athletic Club desde 1997. En febrero de 2006 promocionó al Bilbao Athletic de Segunda B, donde se consolidó como titular. El 25 de febrero de 2007 debutó en Primera División, con el Athletic Club, frente al FC Barcelona en el Camp Nou. Saltó al césped en el minuto 77 sustituyendo a Josu Sarriegi.
En agosto de 2008 salió cedido al Sestao River, donde pasó dos temporadas. Dos años después se marchó al Club Portugalete en Tercera División.En 2011 se unió al CD Laudio, con el que logró un ascenso a Segunda División B en 2013.En 2014 firmó por el Arenas de Getxo, logrando un nuevo ascenso a Segunda División B en 2015.En sus dos últimos clubes logró grandes cifras goleadoras. En 2017 puso fin a su carrera deportiva, después de trece años en equipos de Segunda División B y Tercera División, por motivos laborales.

## Clubes
| Club                  | País   | Año       |
| --------------------- | ------ | --------- |
| CD Basconia           | España | 2004-2005 |
| Bilbao Athletic       | España | 2005-2008 |
| Sestao River          | España | 2008-2010 |
| Club Portugalete      | España | 2010-2011 |
| Club Deportivo Laudio | España | 2011-2014 |
| Arenas de Getxo       | España | 2014-2017 |